# Paul Bur
Pour les articles homonymes, voir Bur.
Paul Bur (nom de naissance : Julien Paul Antoine Bur), né à Dijon (Côte-d'Or) le 23 avril 1874 et mort dans cette même ville le 14 novembre 1957, était un entrepreneur et un notable local. Il a été président de la chambre de commerce de Dijon de 1936 à 1944. Membre de la délégation municipale sous l'occupation allemande, il a exercé les fonctions de président de la délégation municipale provisoire puis de maire de Dijon de juin 1940 à décembre 1942.

## Biographie
Né à Dijon en 1875, diplômé des Arts et Métiers (Aix, promotion 1890), Paul Bur travaille quelques années à Paris dans la charpente métallique et le chauffage central. Revenu à Dijon, il collabore avec son oncle Émile Bur dans leur importante entreprise de chauffage central. Plus jeune juge au tribunal de commerce en 1908, il entre à la chambre de commerce de Dijon en 1912. De 1936 à 1944, il en est le président (18e région économique).

### Président de la délégation municipale

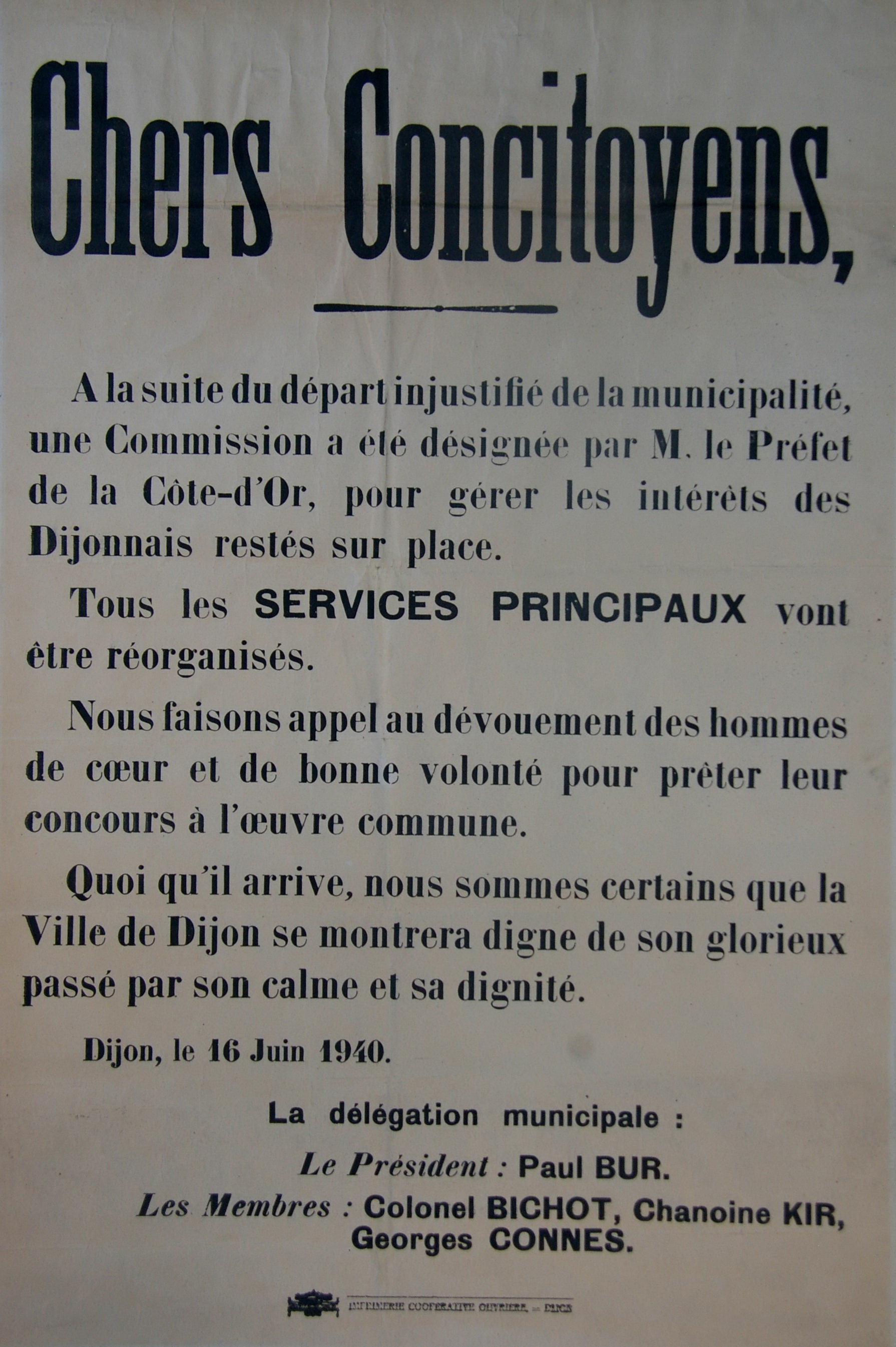

Le 17 juin 1940, l'armée allemande occupe la ville. À la suite du départ dans des conditions obscures du député-maire Robert Jardillier, une délégation municipale est nommée par le préfet de la Côte-d'Or, Jacques Chevreux. Elle est constituée de Paul Bur, du colonel Léon Bichot, d'Émile Gleize, de Georges Connes et du chanoine Kir. Paul Bur en est le président et le leader incontesté.
Loin de rechercher une quelconque notoriété, Paul Bur se comporte durant cette période en patriote dévoué et déploie beaucoup d'énergie au ravitaillement des Dijonnais et des réfugiés. C'est alors le temps du rationnement, des coupons et des queues devant les rares magasins. Après l'exode, seules quatre boulangeries et quelques épiceries subsistent à Dijon. Il tient tête aux autorités allemandes malgré l'intimidation que représente l'arrestation et la condamnation à mort du chanoine Kir en octobre 1940 (il ressort finalement libre après 58 jours de détention, mais se retrouve écarté de ses activités à l'Hôtel de Ville). Nommé maire en avril 1941, il continue d'entretenir des relations conflictuelles avec les autorités d'occupations. En février 1942, il est vertement critiqué par le journal collaborationniste L'Appel  qui publie une enquête sur lui dans une série d'articles. Il envoie sa lettre de démission au ministre de l'Intérieur en mai 1942, n'acceptant plus de diriger « une ville où l'on fusille chaque matin des Français. ». Sous pression des autorités allemande, le gouvernement accepte sa démission, effective au 31 décembre 1942. Ce dernier nomme alors pour le remplacer un prisonnier revenu de captivité, Maurice Bernard.
Paul Bur eut deux enfants, Julien Bur, ingénieur des Arts et Métiers comme son père, et Jacques Bur, qui fut déporté en 1944 pour résistance (dans le dernier train, « le train de la mort »), à Dachau, puis en Alsace.
Paul Bur décède le 7 novembre 1957. À Dijon, une rue du quartier de Larrey porte son nom. Dans le quartier des Grésilles, une tour baptisée à son nom a été démolie le 19 février 2010.